# بيل فرانكور
بيل فرانكور (بالإنجليزية: Bill Francoeur)‏ هو ملحن أمريكي، ولد في 18 نوفمبر 1948، وتوفي في 2 فبراير 2015.